# Tessema sensilis
Tessema sensilis är en fjärilsart som beskrevs av Clarke 1986. Tessema sensilis ingår i släktet Tessema och familjen Crambidae. Inga underarter finns listade i Catalogue of Life.